# 江口朴郎
江口 朴郎（えぐち ぼくろう、1911年3月19日 - 1989年3月15日）は、日本の西洋史研究者。東京大学名誉教授。元日本学術会議会員、元歴史学研究会委員長。

## 経歴
出生から修学期
1911年、佐賀県生まれ。少年時代から神奈川県藤沢町（鵠沼（現・藤沢市鵠沼桜が岡1丁目）に在住。湘南中学校、第一高等学校を経て、1933年東京帝国大学文学部西洋史学科卒業。同大学院に進んだ。
西洋史研究者として
卒業後は、1934年から外務省に嘱託として勤務。1941年、姫路高等学校教授に就いた。
戦後は鵠沼（現鵠沼橘2丁目）に帰り、1947年に第一高等学校教授となった。この頃、母校の湘南高校の生徒であった江藤淳、石原慎太郎、葉山峻らが出入りしていた。1953年に東京大学教授となった。1971年に東京大学を定年退官し、名誉教授となった。その後は法政大学教授、津田塾大学教授を務めた。学界では、歴史学研究会委員長、日本学術会議委員、国際関係研究所長。
1989年に死去。墓所は鵠沼万福寺にある。

## 研究内容・業績
専門は西洋史で、数多くの著書を著し、歴史学の叢書・全集の編纂も手がけた。戦後のマルクス主義史学の重鎮であり、帝国主義論に基づいて現代世界をとらえた。原水爆禁止日本協議会代表委員をはじめ、平和運動・社会運動にも積極的に関わり、いわゆる行動派知識人の代表格であった。レーニンに関する著作も残している。
江口朴郎文庫
没後膨大な蔵書は藤沢市に寄贈され、として藤沢市湘南大庭市民図書館で保管・公開されている。藤沢市総合市民図書館より『江口朴郎文庫目録』(1996)が出されている。

## 家族・親族
- 妻：久子は海軍士官古賀七三郎の娘で、江藤淳の従姉に当たる。
- 母：江口ユウ（1886－1952）。鎌倉女学院2代目校長[7]。

## 著作
単著
- 『戦争の歴史』福村書店 1951
- 『帝國主義と民族』東京大学出版会 1954
  - 第2版 1973年
- 『西洋史ものがたり』筑摩書房 1957
- 『歴史の現段階』東京大学出版会 1958
- 『世界史概説』秀英出版 1963
- 『帝国主義の時代』岩波書店 1969
- 『歴史学とマルクス主義』青木書店 1972
- 『帝国主義時代の研究』岩波書店 1975
- 『世界史における現在』大月書店 1980
- 『現代史の選択：世界史における日本人の主体性確立のために』青木書店 1984
- 『世界史の現段階と日本』岩波書店 1986

共著
- 『国際関係の史的分析』高橋幸八郎・林健太郎共著、御茶の水書房 1949
- 『現代』(世界の歴史 5) 村瀨興雄・服部之總共著、毎日新聞社 1950
- 『西洋史』秀村欣二共著、世界書院 1951
- 『危機としての現代：歴史学者の対話』井上幸治共著、三省堂新書 1971
- 『世界史における1930年代：現代史シンポジウム』荒井信一・藤原彰共著、青木書店 1971
- 『進歩と革命の思想：西洋編』本田喜代治・浜林正夫共著、新日本出版社 1972
- 『近代日本における歴史学の発達』野原四郎・松本新八郎共著、青木書店 1976
- 『転換期の世界』岡倉古志郎・遠山茂樹共著、三省堂 1978
- 『交感するリビア：中東と日本を結ぶ』板垣雄三共著、藤原書店 1990

編著
- 『帝国主義と現代』東京創元社 1959
- 『第一次大戦後の世界』(世界の歴史 14) 中央公論社 1962
  - 文庫化 中公文庫 1975
- 『レーニン』(世界の名著 52) 中央公論社 1966
- 『ロシア革命の研究』中央公論社 1968
- 『両大戦間の国際政治とアジア・アフリカ』アジア経済研究所 1973
- 『現代世界と民族』(民族の世界史 15) 山川出版社 1987

## 関連書籍
- 『それでも地球は動：旧制姫高の教え子達がつづる江口朴郎先生追悼文集』旧制姫路高校江口朴郎先生追悼文集刊行委員会 1990年
- 『思索する歴史家・江口朴郎:人と学問』斉藤孝ほか 青木書店 1991